# Stress-es tres-tres
Stress-es tres-tres is een Spaanse dramafilm uit 1968 onder regie van Carlos Saura.

## Verhaal
Een ondernemer maakt samen met zijn compagnon en zijn vrouw een reis door Spanje. Hij begint te vermoeden dat zijn reisgenoten een verhouding hebben. Hij besluit hen van een afstand te gade te slaan, zodat hij hen op heterdaad kan betrappen.

## Rolverdeling
| Acteur                  | Personage          |
| ----------------------- | ------------------ |
| Geraldine Chaplin       | Teresa             |
| Juan Luis Galiardo      | Antonio            |
| Fernando Cebrián        | Fernando           |
| Porfiria Sanchíz        | Matilde            |
| Charo Soriano           | Verongelukte vrouw |
| Humberto Sempere        | Pablito            |
| Fernando Sánchez Polack | Juan               |